# جون إندرز
جون فرنكلين إندرز (John Franklin Enders) ـ (10 فبراير 1897 ـ 8 سبتمبر 1985) عالم طبي أمريكي، تقاسم  جائزة نوبل في الطب لعام 1954 مع مواطنيه توماس ولر وفردريك روبنز. يلقب بأبي اللقاحات في العصر الحديث.

## حياته وأبحاثه
ولد إندرز في وست هارتفورد بولايت كونيتيكت في 10 فبراير 1897، ودرس بمدرسة نواه ويبستر في هارتفورد ومدرسة سانت بول في كونكورد بولاية نيو هامبشير، ثم التحق بجامعة ييل لفترة قصيرة انضم بعدها للقوات الجوية الأمريكية سنة 1918، حيث شارك في الحرب العالمية الأولى.
عقب عودة إندرز من الحرب، أكمل تعليمه بجامعة ييل، حيث تخرج بتفوق، ثم عمل بالاستثمار العقاري سنة 1922 وتنقل بين أعمال عديدة قبل أن يستقر في مجال الأبحاث البيولوجية ويتخصص في دراسة الأمراض المعدية، حيث حصل على درجة دكتوراه الفلسفة من جامعة هارفارد سنة 1930.
في سنة 1954 حصل إندرز ـ مع زميليه بمستشفى الأطفال في بوسطن توماس هكل ولر وفردريك تشابمان روبنز ـ على جائزة نوبل في الطب «لاكتشافهم قدرة فيروسات شلل الأطفال على النمو في مزارع من أنواع مختلفة من الأنسجة». وقد كان هذا البحث هو أول بحث يُكتشف فيه أن مثل هذه الفيروسات يمكن استزراعها والتعامل معها خارج الجسم. وقد سميت هذه التقنية بطريقة إندرز-ولر-روبنز، وهي الطريقة التي استخدمها جوناس سولك في تطوير لقاح شلل الأطفال سنة 1952.

## الجوائز والتكريم
- 1946: زميل الأكاديمية الأمريكية للفنون والعلوم[17]
- 1953: انتخب عضوًا بالأكاديمية الوطنية للعلوم
- 1953: جائزة باسانو
- 1954: جائزة ألبرت لاسكر للأبحاث الطبية الأساسية
- 1954: جائزة نوبل في الطب
- 1955: ميدالية تشارلز تشابن
- 1955: ميدالية غوردون ويلسون
- 1961: رجل العام (مجلة تايم)
- 1962: ميدالية روبرت كوخ (ألمانيا)
- 1963: ميدالية الحرية الرئاسية (الولايات المتحدة)
- 1967: عضو أجنبي بالجمعية الملكية بلندن[15]
- 1981: ميدالية جالينوس (لندن)
- درجة الدكتوراه الفخرية من 13 جامعة[18]

## روابط خارجية
- جون إندرز على موقع الموسوعة البريطانية (الإنجليزية)
- جون إندرز على موقع مونزينجر (الألمانية)
- جون إندرز على موقع إن إن دي بي (الإنجليزية)